# Fernmeldeturm Reisenbach
Der Fernmeldeturm Reisenbach ist ein 153,30 Meter hoher Sendeturm der Deutschen Telekom bei Reisenbach im Neckar-Odenwald-Kreis. Der Turm war ursprünglich 173 Meter hoch, durch Demontage eines Zylinderaufsatzes kam die heutige Höhe zustande. Er ist eines der höchsten Bauwerke im nördlichen Baden-Württemberg und das höchste Bauwerk in der Gemeinde Mudau. Der im Jahr 1972 errichtete Typenturm vom Typ FMT 3 befindet sich im Eigentum der Telekom-Tochter Deutsche Funkturm.
Der Fernmeldeturm dient dem Richtfunk, Mobilfunk und der Verbreitung von Fernseh- und Hörfunkprogrammen. Er wurde auch von der Luftwaffe genutzt, deren Fernmeldesystemtrupp Reisenbach hier stationiert war. Auf der UKW-Frequenz 102,1 MHz wurde bis 30. Juni 2016 mit einer Leistung von 25 kW das Hörfunkprogramm sunshine live gesendet. Als Grundnetzsender Eberbach diente der Turm der Ausstrahlung der Fernsehprogramme ZDF und SWR Fernsehen.
Die Verbreitung der beiden Fernsehprogramme endete am 5. November 2008, da der Standort nicht für eine Umstellung auf DVB-T vorgesehen ist. Die terrestrische Fernsehversorgung im bisherigen Sendegebiet wird dann größtenteils durch die Sender Würzberg, Heidelberg und Waldenburg gewährleistet.

## Frequenzen und Programme

### Analoger Hörfunk (UKW)
| Frequenz (MHz) | Programm | RDS PS   | RDS PI | Regionalisierung | ERP (kW) | Antennendiagramm rund (ND)/gerichtet (D) | Polarisation horizontal (H)/vertikal (V) |
| -------------- | -------- | -------- | ------ | ---------------- | -------- | ---------------------------------------- | ---------------------------------------- |
| 102,1          | Rock FM  | ROCK_FM_ | D409   | –                | 25       | D (340–150°)                             | H                                        |

### Digitales Radio (DAB+)
DAB+ wird in vertikaler Polarisation und im Gleichwellenbetrieb mit anderen Sendern ausgestrahlt.
| Block                 | Programme | ERP (kW) | Antennen- diagramm rund (ND), gerichtet (D) | Polarisation horizontal (H)/ vertikal (V) | Gleichwellennetz (SFN) |
| --------------------- | --- | -------- | ------------------------------------------- | ----------------------------------------- | --- |
| 11B OAS BW (D__00201) | DAB+ Block der ON AIR support GmbH: - Antenna BW (72 kbps) - Antenne 1 (72 kbps) - baden.fm (72 kbps) - bigFM (72 kbps) - Die Neue 107.7 (72 kbps) - die neue welle (72 kbps) - Energy Stuttgart (72 kbps) - Donau 3 FM (72 kbps) - egoFM (72 kbps) - Hitradio Ohr (72 kbps) - Radio 7 (72 kbps) - Radio Regenbogen (72 kbps) - Rock FM (72 kbps) - Das Neue Radio Seefunk (72 kbps) - Radio Teddy (72 kbps) - Radio Ton (72 kbps) | 10       | ND                                          | V                                         | Aalen, Alpirsbach, Bad Mergentheim, Baden-Baden (Merkur), Baiersbronn, Blauen, Brandenkopf, Donaueschingen, Freiburg (Schönberg), Forbach, Geislingen (Oberböhringen), Heidelberg (Königstuhl), Heilbronn (Schweinsberg), Hochrhein (Rickenbach), Hornisgrinde, Karlsruhe (Grünwettersbach), Kempten, Kreuzwertheim, Lahr (Schutterlindenberg), Langenburg, Mudau, Pfänder, Pforzheim (Langenbrand), Raichberg, Ravensburg (Höchsten), Reutlingen, Schramberg/Sulgen-Süd, Stuttgart (Frauenkopf), Tuttlingen (Witthoh), Ulm (Kuhberg) |

### Analoges Fernsehen (PAL)
Bis zur Umstellung auf DVB-T wurden folgende Programme in analogem PAL gesendet:
| Kanal | Frequenz (MHz) | Programm                        | ERP (kW) | Sendediagramm rund (ND)/ gerichtet (D) | Polarisation horizontal (H)/ vertikal (V) |
| ----- | -------------- | ------------------------------- | -------- | -------------------------------------- | ----------------------------------------- |
| 30    | 543,25         | ZDF                             | 215      | ND                                     | H                                         |
| 58    | 767,25         | SWR Fernsehen Baden-Württemberg | 170      | ND                                     | H                                         |